# The Wind Cries Mary
Singles de The Jimi Hendrix Experience
Purple Haze
(1967) Foxy Lady
(1967)
Pistes de Are You Experienced (réédition de 1997)
51st Anniversary Highway Chile
The Wind Cries Mary est une ballade rock écrite par Jimi Hendrix. Hendrix a composé cette chanson réconciliatrice après une violente dispute avec sa petite amie Kathy Mary Etchingham, à Londres. Des documents biographiques plus récents ont indiqué que certaines des paroles sont apparues dans des poèmes écrits par Hendrix plus tôt dans sa carrière lorsqu'il était à Seattle.
Elle est sortie en 45 tours en 1967, avec Highway Chile en face B. Il s'agit du troisième single sorti par The Jimi Hendrix Experience.
Absente de l'édition britannique de l'album Are You Experienced, elle figure sur l'édition nord-américaine. Les rééditions de 1997 l'incluent désormais toutes.

## Contexte et enregistrement
Selon le récit de sa petite amie de l'époque, Kathy Etchingham, il a écrit les paroles après une dispute avec elle au sujet de sa cuisine de purée de pommes de terre grumeleuse, en désignant Etchingham par son deuxième prénom Mary,,. Etchingham a suggéré que le vers de la chanson « Un balai balaie tristement les morceaux cassés de la vie d'hier » évoque Hendrix balayant la vaisselle cassée qu'elle avait lancée au cours de la dispute. Dans une interview ultérieure, Hendrix a déclaré que les paroles décrivaient « plus d'une personne ». Le journaliste musical David Stubbs a souligné que Hendrix avait également utilisé la phrase de la chanson Quelque part une reine pleure / Quelque part un roi n'a pas de femme (Somewhere a Queen is weeping / Somewhere a King has no wife) dans un poème qu'il avait écrit à une autre Mary, Mary Washington, qui avait aussi été sa petite amie.
Billy Cox, ami de longue date de Hendrix et plus tard bassiste, a noté l'influence de Curtis Mayfield sur la chanson. Hendrix a interprété des éléments ou une première version à l'été 1966 avec son groupe Jimmy James and the Blue Flames à New York.
The Experience l'a enregistré aux studios De Lane Lea à Londres en février 1967, lors de sessions pour le single qui succèdera à Hey Joe. C'est finalement Purple Haze qui est choisi comme single suivant, tandis que The Wind Cries Mary est désigné comme son successeur. Le producteur de Hendrix, Chas Chandler, a commenté l'enregistrement : 

« Cela a été enregistré à la fin de la session pour Fire. Il nous restait une vingtaine de minutes. J'ai proposé de faire une démo de The Wind Cries Mary. Mitch Mitchell [le batteur] et Noel Redding [le bassiste] ne l'avaient jamais entendu, alors ils s'y prenaient sans répétition. Ils l'ont joué une fois [et Hendrix a ensuite suggéré des overdubs]. En tout, il a mis quatre ou cinq autres overdubs, mais le tout a été fait en vingt minutes. C'était notre troisième single. »

Le single, accompagné de la chanson Highway Chile en face B, est sorti au Royaume-Uni le 5 mai 1967 et a atteint la sixième place du UK Singles Chart. Aux États-Unis, la chanson est sortie pour la première fois sur la face B du single Purple Haze en juin 1967. Elle a ensuite été incluse sur l'album américain Are You Experienced, sorti en août 1967.
Des documents biographiques plus récents ont indiqué que certaines des paroles sont apparues dans des poèmes écrits par Hendrix plus tôt dans sa carrière lorsqu'il était à Seattle. Selon son ancienne petite amie de Seattle, Mary Washington, les mots "Quelque part une reine pleure / Quelque part un roi n'a pas de femme" ont été écrits dans un poème d'amour que Hendrix avait écrit pour elle.

## Postérité
Hendrix a souvent interprété la chanson en concert en 1967 et 1968. Un enregistrement du Monterey Pop Festival a ensuite été publié sur Live at Monterey (2007); un autre à l'Olympia à Paris est apparu sur Stages (1991) et The Jimi Hendrix Experience Box Set (2000). Stages comprend également un autre enregistrement de la chanson datant de 1967 d'un concert de Stockholm.
Le magazine Rolling Stone l'a classée à la 379e place de sa liste des 500 plus grandes chansons de tous les temps.
The Wind Cries Mary a été reprise par de nombreux artistes et notamment :
- Popa Chubby sur l'album Brooklyn Basement Blues, sorti en 1998.
- John Mayer sur le single No Such Thing, sorti en 2002.
- Xavier Rudd sur l'album To Let, sorti en 2002.
- Jamie Cullum sur l'album Twentysomething, sorti en 2003.
- Seal sur l'album The Rare Collection, sorti en 2009.

## Réutilisations
The Wind Cries Mary apparait dans la bande originale du film Good Morning England (2009).